# イワン・ハシェック
イワン・ハシェック（Ivan Hašek, 1963年9月6日 - ）は、チェコスロバキア（現チェコ）・中央ボヘミア州ミェステツ・クラーロヴェー出身の元サッカー選手、現サッカー指導者。元チェコスロバキア代表及びチェコ代表。現役時代のポジションは主にMF（セントラルミッドフィールダー）。

## 人物
チェコ語により近い表記はイヴァン・ハシェク（チェコ語発音: [ˈɪvan ˈhaʃɛk]）。チェコやフランスでの現役時代は主にセントラルミッドフィールダーとしてプレーした。一方代表ではリベロからFWまでGK以外ならどこでもこなせるユーティリティープレイヤーとして起用され、イタリアW杯では攻撃的な右サイドバックとして起用された。一方、JリーグではFWを担当。ポストプレーがうまく空中戦にも長け、高い得点能力を持つ選手として知られている。2009年から2年間、チェコサッカー協会会長を務めた。

## クラブ経歴
1970年から地元のクラブチームであるZOMニンブルクでユース年代を過ごし、1977年にACスパルタ・プラハへ移籍。1981-82シーズンにリーグ戦デビューし長く主力として活躍、1987年から2年連続でチェコスロバキア年間最優秀選手に輝く。
1990年、フランス・リーグ・ドゥのRCストラスブールへ移籍し主力として活躍、クラブのリーグ・アン昇格に貢献し、英雄として扱われた。ストラスブール退団後も地元では暫く「ハシェックのチームであるストラスブール」と呼ばれていたほどである。
1994年、Jリーグ・サンフレッチェ広島へ入団。高木琢也と2トップや攻撃的MFとして、パベル・チェルニー、盧廷潤ら攻撃陣と活躍し、デビューから2戦目のガンバ大阪戦で初ゴールをマーク、1994年5月18日サントリーステージ17節・ヴェルディ川崎戦でチーム初のハットトリックを決め、首位を争っていた第19節の清水エスパルスとの直接対決では高木琢也の2ゴールをアシストして勝利に貢献するなど、同年のファーストステージ制覇に大きく貢献した。この年に挙げたシーズン19得点は、2012年に佐藤寿人が更新するまでクラブのJ1シーズン最多得点記録であった。1995年4月12日の第8節・名古屋グランパス戦でもハットトリックを達成した。同年はハウストラ、ファンルーン、盧と4人の外国人が在籍していたため、外国人枠の関係でビム・ヤンセン監督によりメンバー外とされることもあった。
1996年からはジェフユナイテッド市原に移籍し、12得点を記録。その後は古巣のスパルタ・プラハへ戻り、1997年に現役を引退した。現役時代のキャリアにおいて、スパルタでは7度の優勝に貢献した。
2023年9月16日のJ1、第27節サンフレッチェ広島対ヴィッセル神戸戦にゲストとして来場、ミニトークショーを行った。

## 代表経歴
1983年にU-20チェコスロバキア代表としてワールドユース・メキシコ大会に出場、1984年にはA代表に初招集。1990年、イタリアW杯では主将を務め、右サイドバックとしてプレー、5試合1得点、W杯ベスト8に貢献した。右サイドバックながら非常に攻撃参加が多く、ヘディングシュート数は大会全出場選手の中で最多であった。ビロード離婚後の1994年にはチェコ代表としても招集されている。

## 指導者歴
引退翌年の1998年にスパルタでスポーツディレクターを務めると、ヨゼフ・ホヴァネツ監督の下でチェコ代表のアシスタントコーチに就任。その後はいずれも選手時代に在籍したスパルタやストラスブールで監督を歴任した。
2004年、三木谷浩史をオーナーに迎えたヴィッセル神戸の監督に就任するものの、成績不振により1シーズン持たずして解任される。
2005年にはチェコサッカー協会会長に立候補するものの敗れている。同年から1シーズンのみUAEリーグのアル・ワスルFCで監督を務めた。
2006年4月末、古巣である広島からオファーが届き本人も承諾する意向であった。しかし再び離れて暮らすことに家族が反対し、監督就任とはならなかった。
2006-07シーズンは、リーグアン・ASサンテティエンヌで監督を務める。2007年12月からUAEリーグのアル・アハリに招聘され再びUAEで指揮を執る。2008-09シーズンにリーグ優勝を達成するが退任することを表明した。
2009年6月、再びチェコサッカー協会会長に立候補すると会長に選出された。翌月からは暫定で監督を務めていたフランティシェック・ストラカの後を受け、チェコ代表の監督も兼任した。カレル・ブリュックナーがアドバイザーを務め、2010 FIFAワールドカップ・ヨーロッパ予選の残り3試合を指揮するも、本大会出場には届かなかった。この期間、会長としては協会の財政改善に貢献する。2011年の年次総会で代表監督に専念するため辞任することを表明した。
2011年6月からアル・アハリ監督に復帰した。翌2011-12シーズン、リーグ開始から3試合で1勝2敗と出遅れたことに加え、同年11月3日に行われたガルフ・クラブ・チャンピオンズカップ決勝第2戦で敗戦し準優勝に終わった責任を問われ解任された。
2012年1月、サウジ・プロフェッショナルリーグのアル・ヒラル監督に就任した。
2014年7月、カタールSCの監督に就任することが発表された。
2016年12月29日、エミレーツ・クラブとシーズンいっぱいまでの契約を締結した。2018年6月20日、フジャイラーSCの指揮官に再任される。ディエゴ・マラドーナの後任として1年契約を締結した。
2021年7月16日、レバノン代表監督に就任。
2024年1月4日、チェコ代表監督に就任。

## 人物
非常に勉強熱心な人物としても知られている。プラハ・カレル大学法学部卒業、弁護士の資格を取得している。また数ヶ国に亘る言語を操ることが出来る。
息子であるパヴェルとイワンもサッカー選手。元アイスホッケー選手のドミニクと元サッカー選手のマルティン・ハシェック兄弟は従兄弟にあたる。
母国では日本食レストランを経営している。

## 個人成績
| 国内大会個人成績 | 国内大会個人成績 | 国内大会個人成績 | 国内大会個人成績 | 国内大会個人成績 | 国内大会個人成績            | 国内大会個人成績 | 国内大会個人成績 | 国内大会個人成績 | 国内大会個人成績 | 国内大会個人成績 | 国内大会個人成績 |
| 年度             | クラブ           | 背番号           | リーグ           | リーグ戦         | リーグ戦                    | リーグ杯         | リーグ杯         | オープン杯       | オープン杯       | 期間通算         | 期間通算         |
| 年度             | クラブ           | 背番号           | リーグ           | 出場             | 得点                        | 出場             | 得点             | 出場             | 得点             | 出場             | 得点             |
| チェコスロバキア | チェコスロバキア | チェコスロバキア | チェコスロバキア | リーグ戦         | リーグ戦                    | リーグ杯         | リーグ杯         | オープン杯       | オープン杯       | 期間通算         | 期間通算         |
| ---------------- | ---------------- | ---------------- | ---------------- | ---------------- | --------------------------- | ---------------- | ---------------- | ---------------- | ---------------- | ---------------- | ---------------- |
| 1981-82          | スパルタ・プラハ |                  | 1部              | 14               | 1                           |                  |                  |                  |                  |                  |                  |
| 1982-83          | スパルタ・プラハ |                  | 1部              | 24               | 3                           |                  |                  |                  |                  |                  |                  |
| 1983-84          | スパルタ・プラハ |                  | 1部              | 28               | 3                           |                  |                  |                  |                  |                  |                  |
| 1984-85          | スパルタ・プラハ |                  | 1部              | 20               | 3                           |                  |                  |                  |                  |                  |                  |
| 1985-86          | スパルタ・プラハ |                  | 1部              | 22               | 6                           |                  |                  |                  |                  |                  |                  |
| 1986-87          | スパルタ・プラハ |                  | 1部              | 30               | 10                          |                  |                  |                  |                  |                  |                  |
| 1987-88          | スパルタ・プラハ |                  | 1部              | 30               | 4                           |                  |                  |                  |                  |                  |                  |
| 1988-89          | スパルタ・プラハ |                  | 1部              | 26               | 13                          |                  |                  |                  |                  |                  |                  |
| 1989-90          | スパルタ・プラハ |                  | 1部              | 27               | 15                          |                  |                  |                  |                  |                  |                  |
| フランス         | フランス         | フランス         | フランス         | リーグ戦         | リーグ戦                    | F・リーグ杯      | F・リーグ杯      | フランス杯       | フランス杯       | 期間通算         | 期間通算         |
| 1990-91          | ストラスブール   |                  | 2部              | 29               | 10                          |                  |                  |                  |                  |                  |                  |
| 1991-92          | ストラスブール   |                  | 2部              | 28               | 10                          |                  |                  |                  |                  |                  |                  |
| 1992-93          | ストラスブール   |                  | 1部              | 12               | 3                           |                  |                  |                  |                  |                  |                  |
| 1993-94          | ストラスブール   |                  | 1部              | 15               | 4                           |                  |                  |                  |                  |                  |                  |
| 日本             | 日本             | 日本             | 日本             | リーグ戦         | リーグ戦                    | リーグ杯         | リーグ杯         | 天皇杯           | 天皇杯           | 期間通算         | 期間通算         |
| 1994             | 広島             | -                | J                | 32               | 19                          | 1                | 0                | 3                | 1                | 36               | 20               |
| 1995             | 広島             | -                | J                | 23               | 11                          | -                | -                | 0                | 0                | 23               | 11               |
| 1996             | 市原             | -                | J                | 28               | 12                          | 14               | 6                | 1                | 0                | 43               | 18               |
| チェコ           | チェコ           | チェコ           | チェコ           | リーグ戦         | リーグ戦                    | リーグ杯         | リーグ杯         | オープン杯       | オープン杯       | 期間通算         | 期間通算         |
| 1996-97          | スパルタ・プラハ |                  | 1部              | 14               | 3                           |                  |                  |                  |                  |                  |                  |
| 1997-98          | スパルタ・プラハ |                  | 1部              | 4                | 2                           |                  |                  |                  |                  |                  |                  |
| 通算             | チェコスロバキア | チェコスロバキア | 1部              | 225              | 58\|\|\|\|\|\|\|\|\|\|\|\|  |                  |                  |                  |                  |                  |                  |
| 通算             | フランス         | フランス         | リーグ・アン     | 27               | 7\|\|\|\|\|\|\|\|\|\|\|\|   |                  |                  |                  |                  |                  |                  |
| 通算             | フランス         | フランス         | リーグ・ドゥ     | 47               | 20\|\|\|\|\|\|\|\|\|\|\|\|  |                  |                  |                  |                  |                  |                  |
| 通算             | 日本             | 日本             | J                | 83               | 42                          | 15               | 6                | 4                | 1                | 102              | 49               |
| 通算             | チェコ           | チェコ           | 1部              | 18               | 5\|\|\|\|\|\|\|\|\|\|\|\|   |                  |                  |                  |                  |                  |                  |
| 総通算           | 総通算           | 総通算           | 総通算           | 400              | 132\|\|\|\|\|\|\|\|\|\|\|\| |                  |                  |                  |                  |                  |                  |

その他の公式戦
- 1994年
  - Jリーグチャンピオンシップ 2試合0得点

## 代表歴

### 試合数
- 国際Aマッチ 58試合 6得点（1984年-1994年）[20]

| チェコスロバキア代表 | 国際Aマッチ | 国際Aマッチ |
| 年                   | 出場        | 得点        |
| -------------------- | ----------- | ----------- |
| 1984                 | 1           | 0           |
| 1985                 | 7           | 0           |
| 1986                 | 8           | 0           |
| 1987                 | 7           | 1           |
| 1988                 | 10          | 2           |
| 1989                 | 8           | 0           |
| 1990                 | 11          | 1           |
| 1991                 | 2           | 1           |
| 1992                 | 0           | 0           |
| 1993                 | 3           | 1           |
| 通算                 | 57          | 6           |

| チェコ代表 | 国際Aマッチ | 国際Aマッチ |
| 年         | 出場        | 得点        |
| ---------- | ----------- | ----------- |
| 1994       | 1           | 0           |
| 通算       | 1           | 0           |

## タイトル

### 現役時代
スパルタ・プラハ
- チェスコスロヴェンスカー・フォトバロヴァー・リガ : 1983-84, 1984-85, 1986-87, 1987-88, 1988-89
- チェスコスロヴェンスキー・ポハール : 1983-84, 1987-88, 1988-89

### 指導者時代
スパルタ・プラハ
- ガンブリヌス・リガ : 1999-00, 2000-01

アル・アハリ
- エティサラート・プロリーグ : 2008-09
- UAEスーパーカップ（英語版）: 2009

アル・ヒラル
- クラウンプリンスカップ : 2011-12

### 個人
- チェコスロバキア年間最優秀選手 : 1987, 1988[21]